# Róbert Farbula
Róbert Farbula (6. června nebo 6. července 1884 Pezinok – ??? Užhorod) byl slovenský a československý politik a meziválečný poslanec Národního shromáždění za Československou sociálně demokratickou stranu dělnickou.

## Biografie
Podle údajů k roku 1922 byl profesí železničním zaměstnancem v Pezinku.
Po parlamentních volbách v roce 1920 získal za Československou sociálně demokratickou stranu dělnickou mandát v Národním shromáždění. Mandát ale nabyl až roku 1922 jako náhradník poté, co rezignoval poslanec Desider Kovačič. Sám pak v lednu 1924 na poslanecký post rezignoval a místo něj nastoupil Jan Maxian.